# طاقة ميكانيكية نوعية
الطاقة الميكانيكية النوعية (بالإنجليزية: Specific mechanical energy)‏ هي الطاقة الميكانيكية لعنصر ما على وحدة الكتلة.
وتعرّف كالتالي: {\displaystyle e_{k}+e_{u}}.
حيث:
- {\displaystyle e_{k}} هي طاقة الحركة النوعية
- {\displaystyle e_{u}} هي طاقة الوضع النوعية